# North Thanet (circonscription du Parlement britannique)
Circonscription parlementaire de la Chambre des communes
La circonscription de North Thanet est une circonscription parlementaire britannique. Située dans le Kent, elle couvre la partie nord du district de Thanet.
Cette circonscription, ainsi que celle de South Thanet, a été créée en 1983 par réorganisation des anciennes circonscriptions de Thanet West et Thanet East. Depuis sa création, elle a toujours été représentée par le même parlementaire à la Chambre des communes du Parlement britannique : Sir Roger Gale, du Parti conservateur.

## Membre du Parlement
| Élection | Élection | Membre         | Membre | Parti        |
| -------- | -------- | -------------- | ------ | ------------ |
|          | 1983     | Sir Roger Gale |        | Conservateur |

## Élections

### Élections dans les années 2010
| Parti         | Parti                | Candidat             | Voix   | %    | ±    |
| ------------- | -------------------- | -------------------- | ------ | ---- | ---- |
|               | Conservateur         | Roger Gale           | 30,066 | 62,4 | 6.2  |
|               | Travailliste         | Coral Jones          | 12,877 | 26,7 | 7.3  |
|               | Libéral Démocrate    | Angie Curwen         | 3,439  | 7,1  | 3.8  |
|               | Green                | Robert Edwards       | 1,796  | 3,7  | 2.0  |
| Majorité      | Majorité             | Majorité             | 17,189 | 35,7 | 13.5 |
| Participation | Participation        | Participation        | 48,178 | 66,2 | 0.4  |
|               | Conservateur retenir | Conservateur retenir | Swing  | 6.8  |      |

| Parti         | Parti                | Candidat             | Voix   | %    | ±    |
| ------------- | -------------------- | -------------------- | ------ | ---- | ---- |
|               | Conservateur         | Roger Gale           | 27,163 | 56,2 | 7.2  |
|               | Travailliste         | Frances Rehal        | 16,425 | 34,0 | 16.1 |
|               | UKIP                 | Clive Egan           | 2,198  | 4,5  | 21.2 |
|               | Libéral Démocrate    | Martyn Pennington    | 1,586  | 3,3  | 0.2  |
|               | Green                | Ed Targett           | 825    | 1,7  | 2.0  |
|               | Christian Peoples    | Iris White           | 128    | 0,3  | N/A  |
| Majorité      | Majorité             | Majorité             | 10,738 | 22,2 | 1.1  |
| Participation | Participation        | Participation        | 48,325 | 66,6 | 3.5  |
|               | Conservateur retenir | Conservateur retenir | Swing  | 4.5  |      |

| Parti         | Parti                | Candidat             | Voix   | %    | ±     |
| ------------- | -------------------- | -------------------- | ------ | ---- | ----- |
|               | Conservateur         | Roger Gale           | 23,045 | 49,0 | −3.7  |
|               | UKIP                 | Piers Wauchope       | 12,097 | 25,7 | +19.2 |
|               | Travailliste         | Frances Rehal        | 8,411  | 17,9 | −3.6  |
|               | Green                | Edward Targett       | 1,719  | 3,7  | +3.7  |
|               | Libéral Démocrate    | George Cunningham    | 1,645  | 3,5  | −15.9 |
| Majorité      | Majorité             | Majorité             | 10,948 | 23,3 | -8.9  |
| Participation | Participation        | Participation        | 47,053 | 70,1 | +6.9  |
|               | Conservateur retenir | Conservateur retenir | Swing  | −3.7 |       |

| Parti         | Parti                | Candidat             | Voix   | %    | ±     |
| ------------- | -------------------- | -------------------- | ------ | ---- | ----- |
|               | Conservateur         | Roger Gale           | 22,826 | 52,7 | +4.7  |
|               | Travailliste         | Michael Britton      | 9,298  | 21,5 | −11.1 |
|               | Libéral Démocrate    | Laura Murphy         | 8,400  | 19,4 | +3.8  |
|               | UKIP                 | Rosamund Parker      | 2,819  | 6,5  | +2.6  |
| Majorité      | Majorité             | Majorité             | 13,528 | 31,2 |       |
| Participation | Participation        | Participation        | 43,343 | 63,2 | +3.1  |
|               | Conservateur retenir | Conservateur retenir | Swing  | +7.9 |       |

### Élections dans les années 2000
| Parti         | Parti                | Candidat             | Voix   | %    | ±    |
| ------------- | -------------------- | -------------------- | ------ | ---- | ---- |
|               | Conservateur         | Roger Gale           | 21,699 | 49,6 | −0.7 |
|               | Travailliste         | Iris Johnston        | 14,065 | 32,2 | −2.2 |
|               | Libéral Démocrate    | Mark Barnard         | 6,279  | 14,4 | +3.4 |
|               | UKIP                 | Timothy Stocks       | 1,689  | 3,9  | +1.6 |
| Majorité      | Majorité             | Majorité             | 7,634  | 17,5 | +1.6 |
| Participation | Participation        | Participation        | 43,732 | 60,1 | +1.1 |
|               | Conservateur retenir | Conservateur retenir | Swing  | +0.8 |      |

| Parti         | Parti                | Candidat             | Voix   | %    | ±     |
| ------------- | -------------------- | -------------------- | ------ | ---- | ----- |
|               | Conservateur         | Roger Gale           | 21,050 | 50,3 | +6.2  |
|               | Travailliste         | James Laing          | 14,400 | 34,4 | −4.0  |
|               | Libéral Démocrate    | Seth Proctor         | 4,603  | 11,0 | −0.4  |
|               | UKIP                 | John Moore           | 980    | 2,3  | +1.2  |
|               | Indépendant          | David Shortt         | 440    | 1,1  | N/A   |
|               | National Front       | Tom Holmes           | 395    | 0,9  | N/A   |
| Majorité      | Majorité             | Majorité             | 6,650  | 15,9 | +10.2 |
| Participation | Participation        | Participation        | 41,868 | 59,0 | −9.8  |
|               | Conservateur retenir | Conservateur retenir | Swing  |      |       |

### Élections dans les années 1990
| Parti         | Parti                | Candidat             | Voix   | %     | ±     |
| ------------- | -------------------- | -------------------- | ------ | ----- | ----- |
|               | Conservateur         | Roger Gale           | 21,586 | 44,1  | −13.1 |
|               | Travailliste         | Iris Johnston        | 18,820 | 38,4  | +14.9 |
|               | Libéral Démocrate    | Paul Kendrick        | 5,576  | 11,4  | −6.3  |
|               | Référendum           | Marcus Chambers      | 2,535  | 5,2   | N/A   |
|               | UKIP                 | Jean Haines          | 438    | 1,1   | N/A   |
| Majorité      | Majorité             | Majorité             | 2,766  | 5,7   | -28.0 |
| Participation | Participation        | Participation        | 48,955 | 68,8  | -7.2  |
|               | Conservateur retenir | Conservateur retenir | Swing  | −14.0 |       |

| Parti         | Parti                | Candidat             | Voix   | %    | ±    |
| ------------- | -------------------- | -------------------- | ------ | ---- | ---- |
|               | Conservateur         | Roger Gale           | 30,867 | 57,2 | −0.8 |
|               | Travailliste         | Alan Bretman         | 12,657 | 23,5 | +6.8 |
|               | Libéral Démocrate    | Joanna Phillips      | 9,563  | 17,7 | −5.6 |
|               | Green                | Hazel Dawe           | 873    | 1,6  | −0.4 |
| Majorité      | Majorité             | Majorité             | 18,210 | 33,7 | −1.0 |
| Participation | Participation        | Participation        | 53,960 | 76,0 | +3.8 |
|               | Conservateur retenir | Conservateur retenir | Swing  | −3.8 |      |

### Élections dans les années 1980
| Parti         | Parti                | Candidat             | Voix   | %    | ±    |
| ------------- | -------------------- | -------------------- | ------ | ---- | ---- |
|               | Conservateur         | Roger Gale           | 29,225 | 58,0 | −0.4 |
|               | Social Démocratique  | Nicholas Cranston    | 11,745 | 23,3 | −3.4 |
|               | Travailliste         | Alan Bretman         | 8,395  | 16,7 | +2.6 |
|               | Green                | David Condor         | 996    | 2,0  | N/A  |
| Majorité      | Majorité             | Majorité             | 17,480 | 34,7 | +3.0 |
| Participation | Participation        | Participation        | 50,361 | 72,2 | +2.2 |
|               | Conservateur retenir | Conservateur retenir | Swing  |      |      |

| Parti         | Parti                                  | Candidat          | Voix   | %    | ±   |
| ------------- | -------------------------------------- | ----------------- | ------ | ---- | --- |
|               | Conservateur                           | Roger Gale        | 26,801 | 58,4 | N/A |
|               | Social Démocratique                    | William MacMillan | 12,256 | 26,7 | N/A |
|               | Travailliste                           | Cherie Blair      | 6,482  | 14,1 | N/A |
|               | BNP                                    | Brian Dobing      | 324    | 0,7  | N/A |
| Majorité      | Majorité                               | Majorité          | 14,051 | 31,7 | N/A |
| Participation | Participation                          | Participation     | 45,863 | 70,0 | N/A |
|               | Conservateur vainqueur (nouveau siège) |                   |        |      |     |